# Сиалидоз
Сиалидо́з (муколипидо́з I) — наследственное заболевание из группы муколипидозов, относящееся к лизосомным болезням накопления с аутосомно-рецессивным механизмом наследования нарушения обмена веществ. Клиническая картина развивается в результате дефекта альфа-N-ацетил нейраминидазы (сиалидазы). Недостаток этого фермента приводит к аномальному накоплению сложных углеводов (мукополисахаридов и муколипидов) в тканях организма.

## Наследование

Аутосомно-рецессивный механизм наследования сиалидоза: оба родителя являются носителями дефектного гена (помечен красным кружочком). По законам Менделя 50 % детей станут носителями (как их родители), 25 % родятся генетически здоровыми и в 25 % случаев — больными.

Сиалидоз наследуется, как и подавляющее большинство лизосомных болезней накопления, по аутосомно-рецессивному типу наследования. Следовательно, с одинаковой частотой встречается как у мужчин, так и у женщин.

## Патогенез
Физиологическая роль сиалидазы (катаболического фермента лизосом) заключается в расщеплении макромолекул углеводо-белковых комплексов (называемых гликопротеинами) производных сиаловых кислот. Генетический дефект гена 6-й хромосомы (6p21.3) ведёт к нарушению синтеза сиалидазы. В случае несостоятельности фермента олигосахариды и липиды накапливаются в нейронах, клетках костного мозга и других тканях организма.